# ファン・カルロス・ゴメス
ファン・カルロス・ゴメス（Juan Carlos Gómez、男性、1973年7月26日 - ）は、キューバのプロボクサー。ハバナ出身。元WBC世界クルーザー級王者。

## 来歴
1995年5月20日、ドイツでプロデビュー。
1996年8月17日、WBCインターナショナルクルーザー級王座決定戦でフィリップ・ミシェル（ フランス）と対戦し、9回TKO勝ちで王座を獲得した。以後、5度の防衛に成功した。
1998年2月21日、WBC世界クルーザー級王者マルセロ・ファビアン・ドミンゲス（ アルゼンチン）に挑戦し、3-0の判定勝ちで世界王座を獲得した。
1999年3月13日、マルセロ・ファビアン・ドミンゲスと再戦し、3-0の判定勝ちで4度目の防衛に成功した。
2000年5月6日、元IBF世界クルーザー級王者イマム・メイフィールド（ アメリカ合衆国）と対戦し、3回KO勝ちで8度目の防衛に成功した。
2000年12月16日、元WBA世界ミドル級王者ホルヘ・カストロ（ アルゼンチン）と対戦し、10回TKO勝ちで9度目の防衛に成功した。
2001年8月4日、元IBF世界クルーザー級王者アルフレッド・コール（ アメリカ合衆国）とヘビー級ノンタイトルマッチで対戦し、5回TKO勝ち。
2001年11月3日、WBC世界クルーザー級王座防衛戦でピエトロ・アウリノ（ イタリア）と対戦し、6回TKO勝ちで10度目の防衛に成功。その後、ヘビー級転向のため王座を返上した。
2005年10月15日、元WBC世界ヘビー級王者オリバー・マッコール（ アメリカ合衆国）とノンタイトルマッチで対戦し、3-0の判定勝ちとなるも、試合後のドーピング検査でゴメスにコカインの陽性反応が出たため、試合はノーコンテストとなり、German Boxing Federationから426日間のライセンス停止処分を受けた。
2006年12月15日、ライセンス停止処分後の初試合で3回KO勝ち。
2007年2月10日、WBCラテンアメリカヘビー級王座を獲得した。
2007年6月16日、PABAヘビー級王座決定戦でPABAヘビー級暫定王者デニス・バクトフ（ ロシア）と対戦し、3-0の判定勝ちで王座を獲得した。
2007年10月19日、WBCインターナショナルヘビー級王座決定戦でオリバー・マッコールと再戦し、3-0の判定勝ちで王座を獲得した。
2008年9月27日、WBC世界ヘビー級王座挑戦者決定戦でウラジミール・ビルチェス（ ウクライナ）と対戦し、3-0の判定勝ちで指名挑戦権を獲得した。
2009年3月21日、WBC世界ヘビー級王者ビタリ・クリチコ（ ウクライナ）に挑戦し、9回TKO負けで王座獲得ならず。
2010年3月27日、WBAインターナショナルヘビー級王座決定戦でアレクセイ・マジキンと対戦し、3回TKO勝ちで王座を獲得した。

## 獲得タイトル
- 第13代WBC世界クルーザー級王座（防衛10度）